# Annelies Dom
Annelies Dom (* 8. April 1986) ist eine ehemalige belgische Radsportlerin, die auf Bahn und Straße aktiv war.

## Sportliche Laufbahn
Ab 2013 war Annelies Dom im Elite-Frauenradrennsport aktiv. In ihrem ersten Jahr wurde sie Dritter der belgischen Meisterschaft im Einzelzeitfahren. 2016 belegte sie bei der nationalen Meisterschaften Rang drei in der Einerverfolgung auf der Bahn, wurde Vierte im Einzelzeitfahren auf der Straße und Fünfte im Straßenrennen. Im selben Jahr wurde der belgische Frauen-Vierer mit Dom, Gilke Croket, Lotte Kopecky und Lenny Druyts bei den Bahneuropameisterschaften Sechster. 2017 wurde sie belgische Vize-Meisterin in der Einerverfolgung. Bei den Bahneuropameisterschaften 2017 wurde der Vierer mit Dom, Croket, Kopecky und Saartje Vandenbroucke erneut Sechster. Ende Jahres errang Dom den belgischen Titel im Punktefahren.
2018 wurde Annelies Dom belgische Meisterin im Straßenrennen. 2020 beendete sie ihre aktive Radsportlaufbahn.

## Erfolge

### Straße
2018
- Belgische Meisterin – Straßenrennen, Mannschaftszeitfahren

### Bahn
2017
- Belgische Meisterin – Punktefahren

2018
- Belgische Meisterin – Einerverfolgung

## Teams
- 2013 Cylelive Plus-Zannata
- 2014 Futurumshop.nl-Zannata
- 2015 Lensworld-Kuota
- 2016 Lensworld-Zannata
- 2017 Lotto Soudal Ladies
- 2018 Lotto Soudal Ladies
- 2019 Lotto Soudal Ladies
- 2020 Lotto Soudal Ladies